# Maternité Triemli
Die Maternité Triemli ist die Frauenklinik des Stadtspitals Triemli in Zürich.
Die Geschichte der Maternité Triemli begann in der ersten Hälfte des 20. Jahrhunderts. Das Mütter- und Säuglingsheim wurde 1908 vom Trägerverein Mütter und Säuglingsschutz gegründet und kam so einem fundamentalen Bedürfnis lediger Frauen entgegen, die gewollt oder ungewollt schwanger waren und einen sicheren Geburtsort brauchten. Wegen akuten Platzmangels wurde das Heim 1917 aufgegeben und ein doppelt so grosses Haus neu gebaut.
Der Trägerverein teilte sich 1923 in die zwei Hauptbereiche Mütter- und Schwangerschaftsberatung sowie Mütter- und Säuglingsheim in dem u. a. Paulina Vetterli als «Hausbeamtin» für über dreissig Jahre tätig war. Der Inselhof wurde nach dem 1927 eröffneten Mütter- und Säuglingsheim an der Inselhofstrasse in Zürich-Riesbach benannt. Zu den Gründerinnen und Gründern zählte auch Verena Conzett-Knecht, und sie blieb dem Inselhof „ihr ganzes Leben lang eine treue Beraterin und Stütze“.
1956 wurde für die Maternité Frauenklinik Triemli ein Wettbewerb ausgeschrieben. Von 1968 bis 2004 führte der Trägerverein die Frauenklinik Maternité auf dem Triemli-Areal. Die Klinik wurde 2005 an die Stadt Zürich übergeben.